# Brian Peaker
Brian Ronald Peaker (London, 26 de mayo de 1959) es un deportista canadiense que compitió en remo.
Participó en los Juegos Olímpicos de Atlanta 1996, obteniendo una medalla de plata en la prueba de cuatro sin timonel ligero. Ganó una medalla de oro en el Campeonato Mundial de Remo de 1993, en el ocho con timonel ligero.

## Palmarés internacional
| Juegos Olímpicos   | Juegos Olímpicos         | Juegos Olímpicos | Juegos Olímpicos          |
| Año                | Lugar                    | Medalla          | Prueba                    |
| ------------------ | ------------------------ | ---------------- | ------------------------- |
| 1996               | Atlanta (Estados Unidos) | Medalla de plata | Cuatro sin timonel ligero |
| Campeonato Mundial |                          |                  |                           |
| Año                | Lugar                    | Medalla          | Prueba                    |
| 1993               | Račice (República Checa) | Medalla de oro   | Ocho con timonel ligero   |